# Holomelina pallipennis
Holomelina pallipennis là một loài bướm đêm thuộc phân họ Arctiinae, họ Erebidae.